# Joseph Gaudentius Anderson
Joseph Gaudentius Anderson (* 30. September 1865 in Boston, USA; † 2. Juli 1927) war ein US-amerikanischer Geistlicher und römisch-katholischer Weihbischof in Boston.

## Leben
Joseph Gaudentius Anderson empfing am 20. Mai 1892 das Sakrament der Priesterweihe.
Am 29. April 1909 ernannte ihn Papst Pius X. zum Titularbischof von Myrina und bestellte ihn zum Weihbischof in Boston. Der Erzbischof von Boston, William Henry O’Connell, spendete ihm am 25. Juli desselben Jahres die Bischofsweihe; Mitkonsekratoren waren der Bischof von Manchester, George Albert Guertin, und der Bischof von Fall River, Daniel Francis Feehan.